# Anna Bosch (Moderatorin)
Anna Bosch (geb. Sabine Krückel; * 24. April 1973 in Kulmbach) ist eine deutsche Fernsehmoderatorin.

## Leben und Wirken
Sie machte 1992 ihr Abitur am Caspar-Vischer-Gymnasium in Kulmbach und absolvierte von 1993 bis 1994 ein Rundfunkvolontariat. Von 1994 bis 1995 moderierte sie die Sendung Starclub L.A. auf RTL II. Auf dem gleichen Sender präsentierte sie dann bis 1996 die Kindersendung Die verrückte Vampy-Show. Die Sendung Live aus dem Schlachthof im Bayerischen Rundfunk moderierte sie zwischen 1996 und 1997. Danach wechselte sie 1998 zu ProSieben und arbeitete in der Redaktion von Die Reporter, anschließend leitete sie zusammen mit Stefan Pinnow von 2001 bis 2002 das Boulevardmagazin taff. Wegen der Geburt ihrer Tochter legte sie 2003 eine Babypause ein und moderierte danach wieder ab 2005 auf dem Pay-TV-Sender Premiere das Magazin Sport Sprechstunde auf dem Kanal Focus Gesundheit. Ab dem 26. September 2010 war sie Gastgeberin der Talkshow „Die Nacht mit … Anna Bosch“, die zunächst dreimal wöchentlich auf Tele 5 ausgestrahlt wurde und später aufgrund mäßiger Quoten nur noch donnerstags und freitags zu sehen war. Am 3. November 2010 nahm Tele 5 die Sendung aus dem Programm.
Bosch lebt mit ihrem Ehemann und ihrer Tochter in München.